# Волго-Ахтубинская пойма
Во́лго-Ахту́бинская по́йма — участок суши между рекой Волгой и её левым рукавом Ахтуба длиной около 450 и шириной 5—10 километров, переходящий в волжскую дельту. Благодаря нахождению в междуречье обильно обеспечивается водой в период весенних разливов и значительно отличается флорой и фауной от окружающей засушливой степной среды.
Пойма расположена в пределах трёх субъектов Российской Федерации. Все они организовали на своем участке поймы природные парки и заповедник: природный парк «Волго-Ахтубинская пойма» в Волгоградской области, Природный парк Республики Калмыкия в Калмыкия, Астраханский заповедник в Астраханской области. Это один из немногих участков Волги, сохранивших естественное строение, остальные участки значительно изменены каскадом волжских ГЭС.
Общая площадь поймы около 2 миллионов гектаров, площадь пригодных для сельскохозяйственного использования земель — около 700 тысяч гектаров, которые используются для выращивания бахчевых и садовых культур.

## География
Напротив северной части Волгограда от Волги отделяется её левый рукав Ахтуба. Участок речной долины Волги между Волгой и Ахтубой и представляет собой Волго-Ахтубинскую пойму.
В Волгограде долина Волги резко меняет направление c юго-западного на юго-восточное. На этом участке она полностью выработана в четвертичных отложениях Прикаспия.
Ширина Волго-Ахтубинской поймы достигает в северной части 40 километров.
Волго-Ахтубинская долина врезана в Прикаспийскую низменность и пересекает её, глубина долины относительно морских равнин низменности составляет до 30 метров. Ложбина долины наметилась ещё в дочетвертичное время, периодически то затоплялась водами древних морей, то осушалась. Современная пойма с дельтой сформировались после отступания позднехвалынского Каспия — 6—8 тысяч лет назад. Формирование рельефа происходит до настоящего времени — во время половодья появляются и исчезают протоки, озерки, прирусловые валы, отмели, острова и косы.

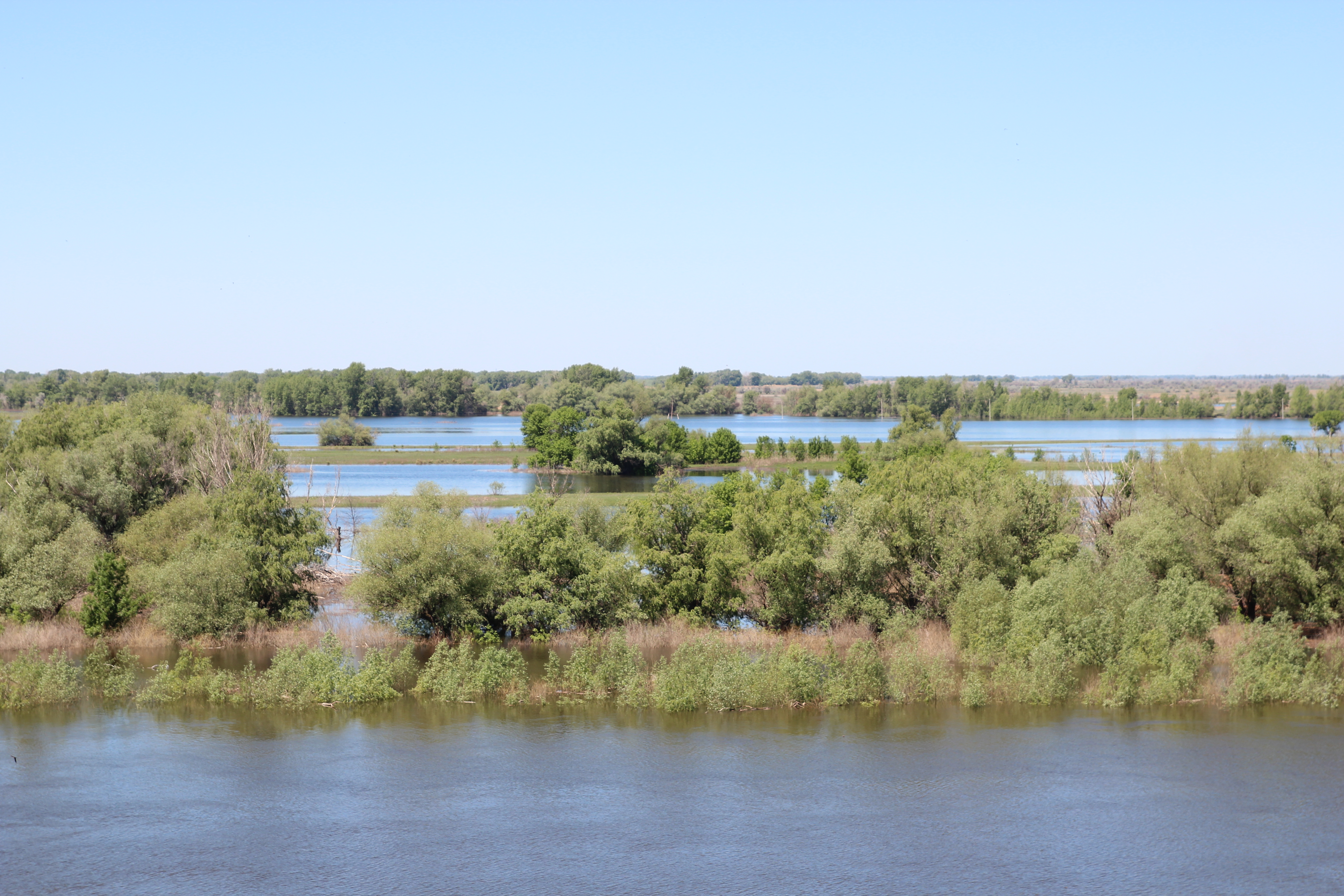
Разлив Ахтубы

Дно долины занято обширной Волго-Ахтубинской поймой, поднимающейся над уровнем рек на 7—10 метров. В целом пойма на нижнем участке значительно шире: до 30—35 км и заполнена 20—30-метровой толщей аллювия.
Рельеф Волго-Ахтубинской поймы очень сложный. Это обширное, заливаемое в паводок пространство, которое изрезано протоками и рукавами обеих рек, ериками, старицами, а поверхность несёт следы блуждания русел Волги и Ахтубы.
Внутренняя часть поймы, сложенная суглинками, илами пойменного аллювия, покрыта плодородными почвами, тогда как прибрежные участки представляют собой обрывы подмываемых берегов и пляжи намываемых.

## Почвы
Почвы бурые пустынно-степные лугового и лесо-лугового типа, смольницы, слитые почвы темноцветные и красноцветные. Аллювиальные и луговые насыщенные (55 %), аллювиальные луговые насыщенные в комплексе с солонцами луговыми (13 %), аллювиальные пески, супеси, суглинки, глины. Глубина залегания — 0,2-1,0 м.

## Климат
По классификации Б. П. Алисова пойма относится к континентальной Восточно-европейской климатической области, которую можно характеризовать как умеренно сухую и очень теплую, с суммарной солнечной радиацией 115—120 ккал/см² в год. В среднем годовая продолжительность солнечного сияния составляет 2250—2265 часов. Зимой увеличивается количество облачности, особенно в декабре, больше половины дней в котором бывает без солнца. К началу весны количество ясных дней резко увеличивается.
Среднемесячная температура июля составляет +24,7 °С, февраля — −8,8 °С. При этом максимальные температуры в отдельные годы достигают 40 °С, минимальные (с обеспеченностью около 20 %) — до −25°…-30°С. Годовая амплитуда температуры воздуха достигает 33—35°. Сумма активных температур выше 10 °С — 3200—3400. Лето в пойме жаркое, что связано с преобладанием в Нижнем Поволжье устойчивой антициклональной погоды. Холодный период, при котором среднесуточные температуры опускаются ниже 0 °С, продолжается с середины ноября до конца марта. При этом настоящая зима с установлением устойчивого снежного покрова наступает в середине декабря.
Среднегодовая сумма осадков составляет 310—320 мм (259,4 мм в районе метеостанции Госпитомник), что является типичным показателем для сухостепно-полупустынной зоны. При этом испаряемость превышает 800 мм. За счёт более интенсивного испарения относительная влажность в пойме в теплый сезон на 10—12 % выше, чем в окружающих степных пространствах. Периодически повторяющийся дефицит влаги в засушливые годы (2—3 раза за пятилетие) является наиболее опасным климатическим явлением в пойме.
Преобладают юго-восточные ветры.

## Экология

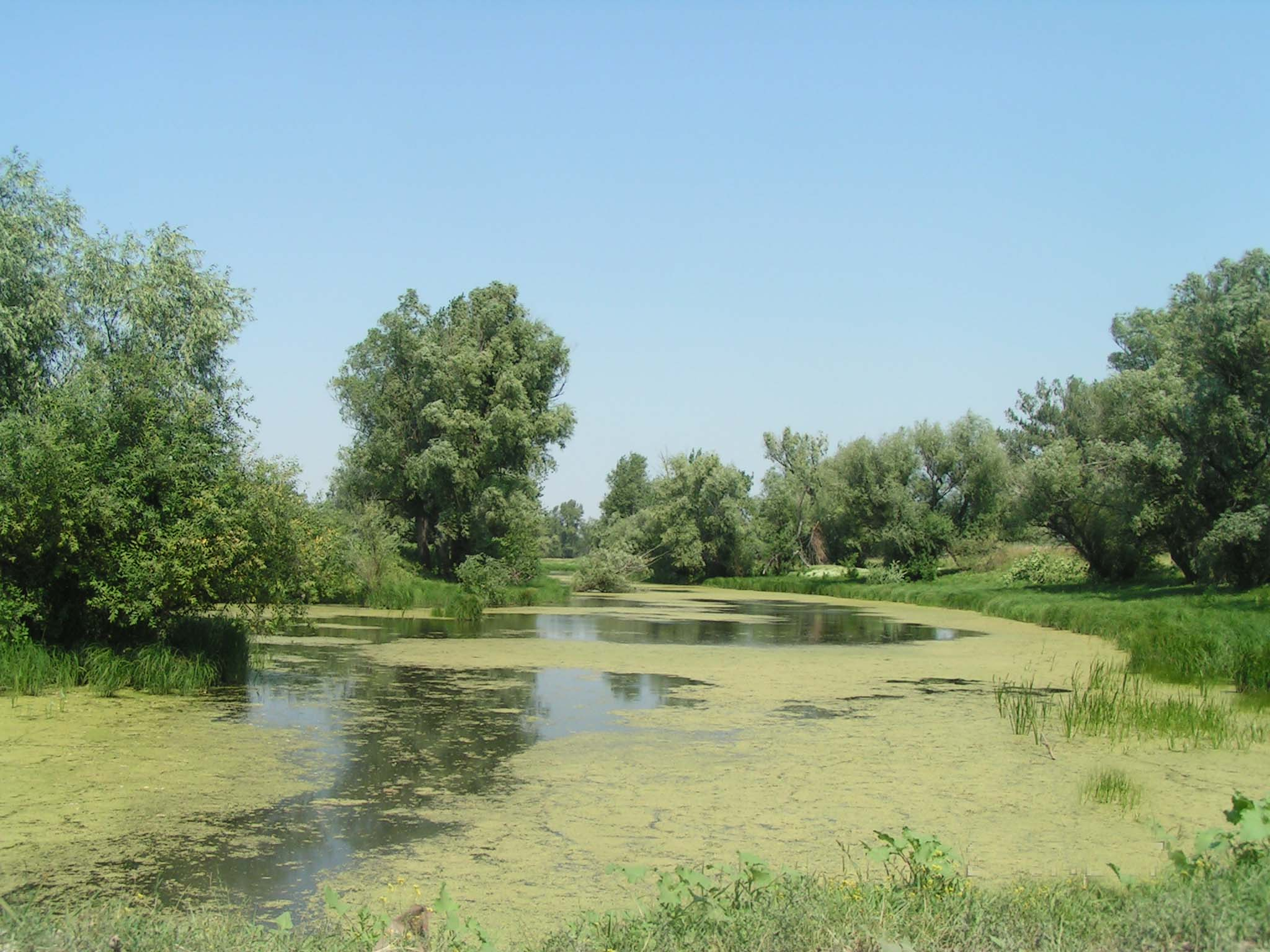
Волго-Ахтубинская пойма. Ерик Старый Каширин

Главной ценностью Волго-Ахтубинской поймы являются: водно-болотные угодья, отвечающие критериям Рамсарской конвенции; нерестилища ценных видов рыб, в том числе осетровых; места обитания реликтовых растений; высокопродуктивные заливные луга и уникальные пойменные дубравы, южная граница распространения дуба черешчатого на юго-востоке России; ключевые орнитологические территории, характеризующиеся исключительно богатым видовым и экологическим разнообразием птиц, места гнездования орлана-белохвоста.
Обводнение поймы зависит от режима сброса воды каскадом ГЭС. За непосредственный сток в низовьях отвечает Волжская ГЭС. В связи с уменьшением паводков сокращаются площади заливных волжских лугов, в том числе и в пойме, усыхают протоки и ильмени волжской дельты. До строительства ГЭС при весенних разливах пойма представляла собой неглубокую, но широкую водную гладь с отдельными островками суши и затопленными пойменными лесами, поднимающимися прямо из воды. К концу 1960-х годов площади затопления и продолжительность затопления сильно уменьшилась.

## Флора
В пределах Волгоградской области пойма богата древесно-кустарниковой растительностью, основу которой составляют дубравы с примесью вяза, клёна татарского.
В пойме выделяют три уровня: низкий — который затапливается ежегодно на длительный срок, средний — затапливаемый ежегодно на непродолжительное время, высокий — затапливаемый не каждый год. В наиболее высоких и сухих местах высокой поймы есть степные или сухие луговые участки, куда паводковые воды приходят раз в 3—4 раза за 10 лет и стоят от полумесяца до месяца. На участках, затапливаемых 5—8 раз в 10 лет, произрастают высокоурожайные пырейные и костровые травостои. В средней пойме, где вода стоит 1—2 месяца ежегодно, распространены пырейно-костровые луга с разнотравьем. На пониженных участках преобладают сыроватые и сырые луга с малопоедаемыми рогатым скотом травостоями из морского клубнекамыша и ситников. Пойма низкого уровня располагается вдоль русел и протоков и ежегодно затапливается на 2,5—3 месяца. Здесь преобладают заболоченные луга с обилием малопоедаемого болотного разнотравья.
С середины XX века отмечается недостаток весеннего увлажнения поймы из-за обмеления прибрежной зоны, отступления Каспия и изменения гидрологического режима с вводом ГЭС. Из-за этого увеличивается число сухолюбивых видов растений, снижается продуктивность пойменных травостоев. В перспективе это может привести к смене растительности в пойме на характерную для степей.

## Фауна
Через Волго-Ахтубинскую пойму проходит один из основных миграционных маршрутов многих видов птиц, 6 из которых находятся под угрозой исчезновения (по состоянию на 2009 год).

## Охрана природы
В целях сохранения и устойчивого использования природных комплексов поймы на территории Волгоградской области в 2000 году был создан природный парк «Волго-Ахтубинская пойма». Площадь парка составила 1000 км². Основу парка составила северная часть поймы, расположенная на территории Светлоярского, Среднеахтубинского и Ленинского районов Волгоградской области.
В пойме встречается несколько десятков видов редких и находящихся под угрозой исчезновения видов растений и животных, занесенных в Красную книгу России. Например, только на территории Волгоградской области таких видов по состоянию на 2009 год насчитывалось 56.
На территории поймы располагаются объекты территориальной охраны. Из них 9 — на территории Волгоградской области, включены в перечень особо охраняемых территорий Волгоградской области.
В XXI веке особенно остро встала проблема обеднения видового состава растительности поймы, особенно в Приволгоградской части.
В 2021 году на фоне протестов активистов Минприроды России разрешило строить дорогу через Волго-Ахтубинскую пойму. Проект предполагает вырубку нескольких тысяч дубов.